# Dendroseris neriifolia
Dendroseris neriifolia là một loài thực vật có hoa thuộc họ Asteraceae.